# Lespesia flavicans
Lespesia flavicans là một loài ruồi trong họ Tachinidae.